# Rhododendron discolor
Rhododendron discolor är en ljungväxtart som beskrevs av Adrien René Franchet. Rhododendron discolor ingår i släktet rododendron, och familjen ljungväxter. Inga underarter finns listade i Catalogue of Life.